# ألبرت ليند
ألبرت ليند (بالإنجليزية: Albert Lind)‏ هو سياسي أسترالي، ولد في 21 فبراير 1878 في أستراليا، وتوفي في 26 يونيو 1964 في محافظة بايرنسدال في أستراليا. حزبياً، نشط في Victorian Farmers' Union ‏ وUnited Country Party (Australia) ‏. وقد انتخب Deputy Premier of Victoria ‏ (13 أكتوبر 1937 – 14 سبتمبر 1943) وانتخب عضو الجمعية التشريعية فيكتوريا عن دائرة Electoral district of Gippsland East ‏ (21 أكتوبر 1920 – 1 يونيو 1961).